# Соколович, Зоран
Зоран Соколович (босн. Zoran Sokolović; 2 июня 1965, Сараево, СФРЮ) — югославский и боснийский бобслеист, участник Олимпийских игр 1984, 1994 и 1998 годов.
Брат Огнена Соколовича.

## Биография
Выступал в составе четвёрок: в 1984 году вместе с Ненадом Продановичем, Огненом Соколовичем и Бориславом Вуядиновичем; в 1994 году вместе с Изетом Харачичем, Низаром Зацирагичем и Игором Борасом; в 1998 году вместе с Нихадом Мамеледжией, Эдином Крупалией и Марио Франичем.
Выступал в составе двоек: в 1994 году вместе со Здравко Стойничем, в 1998 вместе с Огненом Соколовичем.